# Kybos trifasciata
Kybos trifasciata är en insektsart som först beskrevs av David D. Gillette 1898.  Kybos trifasciata ingår i släktet Kybos och familjen dvärgstritar. Inga underarter finns listade i Catalogue of Life.